# Luigi Bonos
Luigi Bonos (Berlino, 22 febbraio 1910 – Roma, 26 maggio 2004) è stato un attore tedesco naturalizzato italiano, che ha recitato perlopiù in Italia.

## Biografia
Luigi Bonos, figlio di genitori ungheresi artisti di circo, lavorò negli anni trenta e quaranta insieme ai fratelli Gianni (1907-1956) e Vittorio (1908-1966), formando un trio di fantasisti comici. Sempre insieme ai fratelli esordì nel cinema nel 1943. È ricordato spesso per la sua presenza nei film con Bud Spencer e Terence Hill in cui la sua recitazione, seppur marginale, rimane significativa.
Tra le pellicole più significative girate insieme alla celebre coppia di attori, basti ricordare il ruolo del vicesceriffo in Uno sceriffo extraterrestre... poco extra e molto terrestre, il meccanico navale in Lo chiamavano Bulldozer e l'oste costretto a sopportare le prepotenze della clientela in Lo chiamavano Trinità...; tra le pellicole più note recitate con altri artisti si può ricordare il simpatico ruolo del dottor Schnautzer ne L'esorciccio, nella quale è al fianco di Ciccio Ingrassia e Lino Banfi. È apparso nei titoli dei film come Gigi Bonos, Luigi Bonos, Louis Williams e Duane Bowland. Ha recitato anche nelle commedie di Garinei e Giovannini come in Accendiamo la lampada, con Johnny Dorelli e Gloria Guida.
È deceduto a Roma nel 2000.

## Filmografia parziale

### Cinema
- L'ippocampo, regia di Gian Paolo Rosmino (1943)
- Tutta la città canta, regia di Riccardo Freda (1945)
- Era lui, si, si!, regia di Vittorio Metz e Marcello Marchesi (1951)
- Il bandolero stanco, regia di Fernando Cerchio (1952)
- I morti non pagano tasse, regia di Sergio Grieco (1952)
- Il cappotto, regia di Alberto Lattuada (1952)
- Primo premio: Mariarosa, regia di Sergio Grieco (1952)
- Ridere! Ridere! Ridere!, regia di Edoardo Anton (1954)
- Il giudizio universale, regia di Vittorio De Sica (1961)
- Il tiranno di Siracusa, regia di Curtis Bernhardt e Alberto Cardone (1962)
- Il segno di Zorro, regia di Mario Caiano (1963)
- Colpo grosso alla napoletana (The Biggest Bundle of Them All), regia di Ken Annakin (1968)
- Il segreto di Santa Vittoria (The Secret of Santa Vittoria), regia di Stanley Kramer (1969)
- Un esercito di 5 uomini, regia di Italo Zingarelli (1969)
- Indovina chi viene a merenda?, regia di Marcello Ciorciolini (1969)
- Lo chiamavano Trinità..., regia di E.B. Clucher (1970)
- Scacco alla mafia, regia di Lorenzo Sabatini (1970)
- C'è Sartana... vendi la pistola e comprati la bara!, regia di Giuliano Carnimeo (1970)
- Formula 1 - Nell'inferno del Grand Prix, regia di Guido Malatesta (1970)
- ...continuavano a chiamarlo Trinità, regia di E.B. Clucher (1971)
- Armiamoci e partite!, regia di Nando Cicero (1971)
- Il rompiballe... rompe ancora (Fantasia chez les ploucs), regia di Gérard Pirès (1971)
- I due gattoni a nove code... e mezza ad Amsterdam, regia di Osvaldo Civirani (1972)
- Finalmente... le mille e una notte, regia di Antonio Margheriti (1972)
- Si può fare molto con 7 donne, regia di Fabio Piccioni (1972)
- I bandoleros della dodicesima ora, regia di Alfonso Balcázar (1972)
- Anche gli angeli mangiano fagioli, regia di Enzo Barboni (1973)
- Simbad e il califfo di Bagdad, regia di Pietro Francisci (1973)
- ...e così divennero i 3 supermen del West, regia di Italo Martinenghi (1973)
- Anche gli angeli tirano di destro, regia di E.B. Clucher (1974)
- L'esorciccio, regia di Ciccio Ingrassia (1975)
- Gente di rispetto, regia di Luigi Zampa (1975)
- I soliti ignoti colpiscono ancora - E una banca rapinammo per fatal combinazion (Ab morgen sind wir reich und ehrlich), regia di Franz Antel (1976)
- La nipote del prete, regia di Sergio Grieco (1976)
- Genova a mano armata, regia di Mario Lanfranchi (1976)
- Carioca tigre, regia di Giuliano Carnimeo (1976)
- La bandera - Marcia o muori, regia di Dick Richards (1977)
- Lo chiamavano Bulldozer, regia di Michele Lupo (1978)
- Uno sceriffo extraterrestre... poco extra e molto terrestre, regia di Michele Lupo (1979)
- Bertoldo, Bertoldino e Cacasenno, regia di Mario Monicelli (1984)
- Renegade - Un osso troppo duro, regia di Enzo Barboni (1987)
- C'era un castello con 40 cani, regia di Duccio Tessari (1990)
- La puttana del re, regia di Axel Corti (1990)

### Televisione
- Il boia di Siviglia, regia di Eros Macchi, trasmessa il 15 luglio 1963.
- Il Circolo Pickwick, diretto nel 1968 da Ugo Gregoretti.
- Il commissario Maigret (un episodio)[2].
- Stasera Fernandel, episodio Il frac, regia di Camillo Mastrocinque (1969)
- Qui squadra mobile (seconda serie, 1976, un episodio).

### Carosello
Partecipò inoltre alla rubrica pubblicitaria televisiva di Rai1, Carosello, dal 1974 al 1976 insieme a Corinne Cléry e Yul Brinner, pubblicizzando il brandy René Briand.